# ويليام إرفينغ شومان
ويليام إرفينغ شومان (بالإنجليزية: William Irving Shuman)‏ هو مصرفي أمريكي، ولد في 18 سبتمبر 1882 في سوليفان في الولايات المتحدة، وتوفي في 1 ديسمبر 1958.